# Palogneux
Palogneux település Franciaországban, Loire megyében. Lakosainak száma 69 fő (2022. január 1.). Palogneux Sail-sous-Couzan, Saint-Georges-en-Couzan, Saint-Just-en-Bas és Solore-en-Forez községekkel határos.

## Népesség
A település népességének változása:
| Lakosok száma | 122  | 63   | 60   | 52   | 79   | 78   | 78   | 71   | 68   | 69   |
|               | 1968 | 1982 | 1990 | 2006 | 2013 | 2015 | 2017 | 2019 | 2020 | 2022 |